# Théâtre Tuschinski

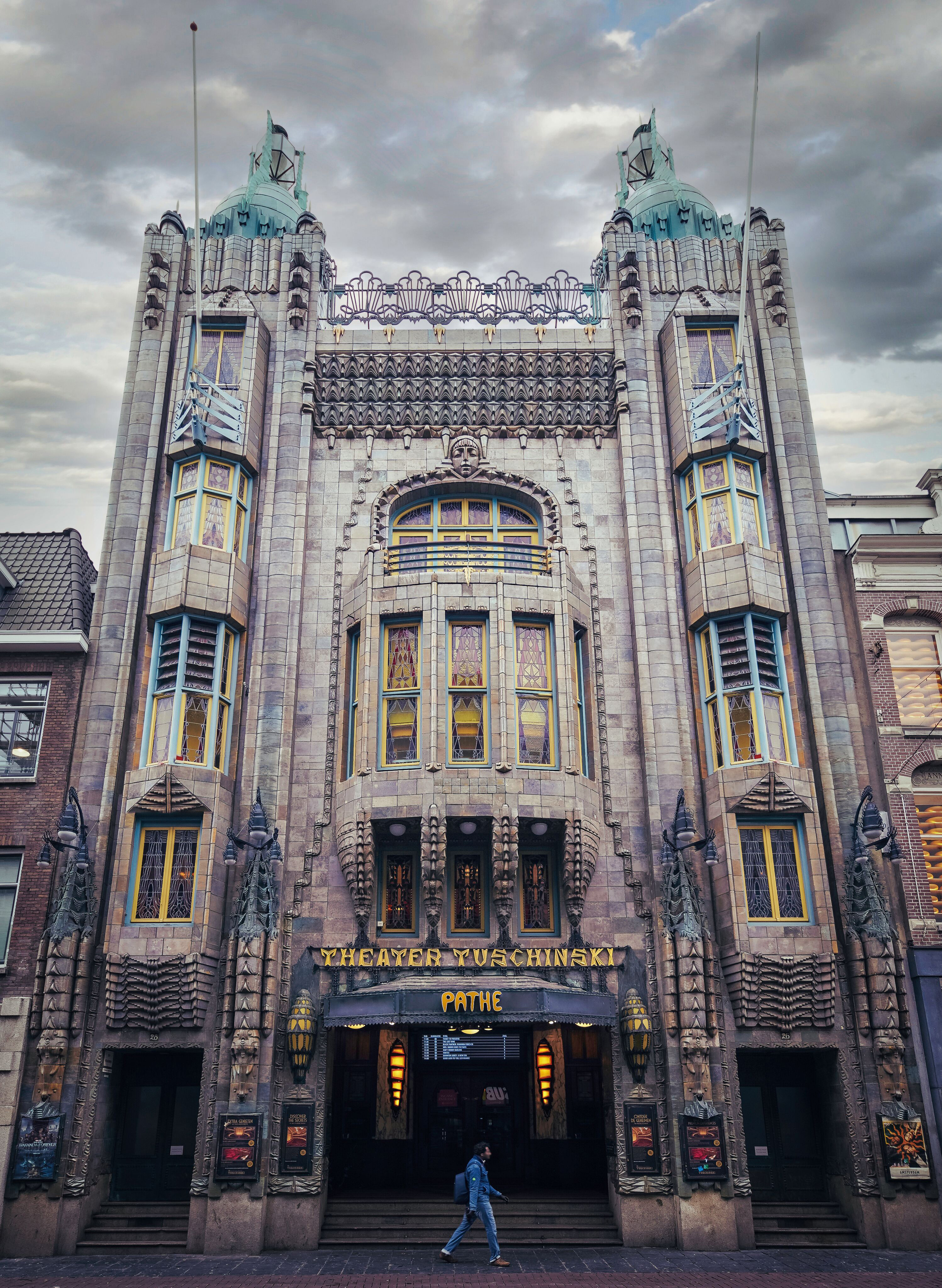
Tuschinski Theater

Le Théâtre Tuschinski (ou Pathé Tuschinski ; en néerlandais Tuschinski Theater) est un théâtre situé à Amsterdam dans la Reguliersbreestraat. Il est construit par l'entrepreneur néerlandais d'origine polonaise Abraham Icek Tuschinski (en), pour un coût de 4 millions de florins. Le premier plan est réalisé par l'architecte Hijman Louis de Jong (nl), le théâtre rassemble divers styles artistiques : l'art déco, l'art nouveau et l'école d'Amsterdam. Actuellement, il est utilisé surtout par les premières des films. 
La façade a un style art déco avec des influences orientales pour que le public ait la sensation d'entrer dans une illusion. Depuis l'ouverture, la salle principale sert à la fois pour des projections de films et pour des performances théâtrales. En plus de l'écran, elle comporte une scène et  un orgue. 
L'installation électrique était également en avance sur son temps et le système novateur de chauffage et de ventilation dans tout le théâtre.
Pendant la Seconde Guerre mondiale il reçut le nom non-juif de Tivoli et, de 1998 à 2002, il fut rénové et agrandi, et trois nouvelles salles furent ajoutées.